# Релігійний фундаменталізм
Релігійний фундаменталі́зм — течії у будь-яких релігіях, представники яких виступають проти критичного перегляду застарілих релігійних понять; у широкому значенні — релігійні напрями, які проголошують незмінність догматики, збереження ортодоксії.

## Термін
Термін історично використовувався для позначення вузьких релігійних переконань, які розвинулися в протестантському русі в США на початку XX століття, і мають свої витоки в фундаменталістських-модерністських протиріччях, широко відомих в той період. Він був пов'язаний з публікацією серії творів під заголовком «The Fundamentals. A Testimony to the Truth». До 1950-х рр. термін фундаменталізм не був внесений до Оксфордського словника англійської мови. Термін широко використовується в якості пейоративного, негативно характеризує визначення, особливо часто поєднуючись з іншими епітетами (напр., Часто вживані вирази «ісламський фундаменталізм», «праворадикальний / ліворадикальний фундаменталізм»).
Найбільш активно фундаменталістські протягом проявляється в ісламі, християнстві, юдаїзмі та індуїзмі проте, напрямки, що мають ознаки фундаменталістських, виявляються фахівцями в інших релігіях і поза релігією.

## Американський протестантизм
Фундаменталізм як рух виник у Сполучених Штатах Америки в колах консервативних пресвітеріанських теологів у Принстонській теологічній семінарії в кінці 19 століття. У 1910 — 1920-их до нього приєдналися консервативні баптисти та представники інших деномінацій. Рух ставив перед собою мету відновити старі вірування протестантського християнства і самовіддано захищати їх від ліберальної теології, дарвінізму та інших рухів, які, на думку фундаменталістів, були шкідливими для християнства.
Сам термін фундаменталізм з'явився на Ніагарській біблійній конференції (1878—1897), яка дала визначення тому, що є «фундаментальним» для християнської віри. Термін пов'язаний також із дванадцятитомним виданням під назвою «Основи», опублікованим у 1910 на кошти Мілтона та Лаймана Стюартів. Ця серія теологічних статей з'явилася в період гострої боротьби між консервативною і модерністською течіями пресвітеріанства в Сполучених Штатах, яка розпочалася в кінці 19 ст. і тривала впродовж 1920-их. У 1910 Генеральна асамблея пресвітеріанських церков виділила так звані «п'ять основ»:
- Богонатхнення Біблії святим духом, наслідком якого є безпомилковість Святого Письма.
- Непорочне зачаття Христа.
- Віра в те, що смерть Христа була відкупленням гріха.
- Тілесне воскресіння Христа.
- Історична реальність Христових чудес.

На кінець 1910-их теологів консерваторів, які відстоювали п'ять основ, стали називати фундаменталістами. Практично, найбільше дискусій викликало перше з п'яти положень.
Євангелістські групи, що погоджуються з теологічними положеннями п'яти основ, можна поділити на помірковані та войовничі. Помірковані євангелісти не відмовляються брати участь у спільних заходах із релігійними групами, що не дотримуються п'яти основ, тоді як войовничі фундаменталісти відмовляються брати участь у таких заходах.
Християнські фундаменталісти вважають Біблію в повному об'ємі, як Новий заповіт так і Старий заповіт, непомильною і історично точною. Серед них вирізняється група «буквалістів», які наполягають на буквальному прочитанні навіть тих місць у Святому Письмі, які інші сприймають як поетичну й метафоричну мову. Особливо це стосується Книги одкровення.
З часом термін фундаменталізм став пов'язуватися з тими течіями євангелістського протестантизму, для яких особливо властиве сепаратистське ставлення до сучасності та до тих проявів культури, що є, на їхню думку, типовими для сучасного світу, а також до тих християн, які не вважають за необхідне віддалитися від цих проявів.
Термін фундаменталізм важко застосовувати до релігійних груп за межами США, погляди яких зазвичай менш догматичні.

## Католицький фундаменталізм
Вельми впливові в християнському світі католицькі фундаменталісти. До них відносять, зокрема, «Священиче братство св. Пія Х», засноване в 1970 році архієпископом Марселем Лефевром. Конфлікт Лефевра з офіційним Ватиканом привів до відлучення архієпископа від церкви. Не менш відома організація «Opus Dei» («Божа справа»), заснована іспанцем Ескріва де Балагером в 1928 році, що зробила великий вплив на ряд правих політичних режимів XX століття в Європі і Латинській Америці. Відомі також «Militas Dei» («Воїни Божі») або «Ліга католицької контр-реформації» (Франція).
Католицькі фундаменталісти виступають проти модернізму, екуменізму і реформованого богослужіння, прийнятого II Ватиканським собором.

## Юдейський фундаменталізм
Юдейський фундаменталізм проявляється в діяльності організацій і політичних партій Ізраїлю, які виступають за організацію всього життя в державі відповідно до релігійних законами юдаїзму. Деякі групи ортодоксальних юдеїв (так званих харедім) часто конфліктують з представниками світського населення Ізраїлю в зв'язку з недотриманням останніми строгих релігійних обмежень. Ці групи часто вступають в прямі зіткнення з поліцією.
Існує також ультрарадикальна юдейська організація «Нетурей карта», що зовсім не визнає Ізраїль як державу в зв'язку з тим, що держава створена до приходу Месії.

## Індуїстський фундаменталізм
В Індії діє кілька впливових і численних фундаменталістських організацій на основі індуїзму. Зокрема, «Раштрія сваямсевак Сангх» («Союз добровільних служителів нації») налічує близько 4 млн членів та має свої воєнізовані підрозділи й профспілки. Крім них, також відома також така радикальна індуїстська організація як «Шив сіна» («Армія Шиви»). і радикальна молодіжна організація «Баджранг Дав» (Загін сильних).

## Ісламський фундаменталізм
Хоча початково релігійний фундаменталізм був течією у християнстві, після Іранської революції цей термін стали вживати також щодо радикальних течій в ісламі. До таких течій належить, зокрема, ваххабізм — офіційна ідеологія Саудівської Аравії. Ісламський фундаменталізм має яскраво виражений антизахідний, антиамериканський характер. На відміну від християнського фундаменталізму представники ісламського фундаменталізму свою ідеологію так не називають.
Ісламський фундаменталізм характеризується поверненням до первинної «чистоти» ісламу, очищенням від нашарувань, що увібрав у себе іслам протягом історії (саме це відрізняє фундаменталістів від традиціоналістів, адже останні притримуються захисту багатьох пізніших звичаїв), і проголошує відновлення конкретних соціальних і політичних інститутів і норм, що мали місце за часів пророка Мухаммада і перших чотирьох пророків.
Ісламський фундаменталізм є однією з течій, поряд з ісламським традиціоналізмом і ісламським модернізмом.
За твердженням французького ученого Ф. Бюрга, ісламський фундаменталізм направлений на відновлення саме державних і соціальних інститутів, тоді як традиціоналізм, тяжіє до відновлення моралізаторського духу тих часів. Також різняться вони і в часових ідеалах, адже, якщо фундаменталізм вбачає свій ідеал в часах Мухаммеда і перших пророків, то традиціоналізм — в часах, коли до ісламу включались ті чи інші етноконфесійні громади зі своїми локальними етичними нормами.
З точки зору американського вченого Ю. Хувейрі «фундаменталізм неприязно налаштований як до традиціоналізму, так і до офіційних релігійних інститутів». Крім цього, багато дослідників акцентують і на конфліктному характері фундаменталізму. Отже порівняно з більш лояльним традиціоналізмом, фундаменталізм є більш реакційним і революційно налаштованим.
Російський ісламознавець З. І. Льовін стверджує, що традиціоналізм в ісламі є «салафітським модернізмом», а фундаменталізм — «охоронним салафізмом».
У свою чергу, російський вчений К. І. Поляков, розуміє «ісламський фундаменталізм» як модель ісламських суспільних відносин, поряд із традиціоналістською і модерністською, але фундаменталізм є своєрідним відгалуженням від традиціоналістської гілки і не має власної, незалежної від традиціоналізму ідейної основи. Таке відгалуження, за твердженням Полякова, відбувається в часи, коли наступає чергова революційна чи перебудовна фаза в історії і виникає необхідність радикального повернення до ідейних основ. Таким чином, фундаменталізм розглядається саме як радикалізація традиціоналізму. Причиною очищення є прагнення подальшого успішного розвитку, що не може відбуватися з тягарем неправильних нашарувань, які накладаються під час історичного процесу. Головним лозунгом такого ісламського фундаменталізму є «назад — в майбутнє».
Іншим прихильником розуміння ісламського фундаменталізму як радикальної версії традиціоналізму є А. Ю. Умнов, який уважає фундаменталізм нетрадиційною версією традиціоналізму. Умнов також виділяє лише дві основні течії в ісламі — традиціоналізм і модернізм. Але підкреслюючи зовнішню схожість традиціоналізму і фундаменталізму, вбачає в них серйозні внутрішні розбіжності. Зокрема, як ісламський традиціоналізм, так і ісламський фундаменталізм прагнуть відродити і зберегти традиційні ісламські етичні норми, поведінку, звичаї і, навіть, покарання. І перші, і другі можуть застосовувати екстремістські методи для досягнення своїх цілей. Проте, традиціоналізм прагне до традиційного збереження стосунків, а фундаменталізм наполягає на радикальній перебудові, й іноді революційним шляхом. Окрім цього, традиціоналісти не вбачають необхідності відродження і збереження традицій поза своєю локальною територією, а фундаменталісти наполягають на необхідності виходу за межі своєї держави і відродження першопочаткових ісламських цінностей ледь не на всій планеті.
Причини сьогоднішньої популярності цієї течії багато в чому збігаються з причинами виникнення і популярності ісламського радикалізму, зокрема, Джон Еспозіто у своїй праці «Ісламська загроза: міф чи реальність», говорить, що «…вдихнути життя в мусульманські правлячі установи та в суспільство, можна лише одним способом: знову затвердити ісламський закон, зробити його основою держави і суспільства, які повинні керуватися ісламом і спиратися на соціальну справедливість… Слабкість і підлегле становище мусульманських держав — це наслідок безбожництва мусульман, які ухилилися від шляху, накресленого Богом, і воліли не його, а світські, матеріалістичні ідеології та цінності Заходу або Сходу — капіталізм чи марксизм…», а отже треба повертатися до тих норм та цінностей, а також, в першу чергу соціальних інститутів, що були в перші десятиріччя існування ісламу.
Ідеї ісламського фундаменталізму лежать в основі ісламського радикалізму та ісламізму.

## Інші течії
Фундаменталізмом часто називають також течії в інших релігіях, для яких характерне протистояння перегляду цінностей. Так, єврейським фундаментілізмом називають войовничий релігійний сіонізм та ортодоксальний юдаїзм, мормонським фундаменталізмом називають ідеологію частини мормонів, які вважають, що сучасні мормони відійшли від учення Бригама Янґа, індуїстським фундаменталізмом називають ідеологію рухів у Індії, що закликають до політичної мобілізації проти мусульман тощо.

## Виноски
1. 1 2 3 4  Matthews, Terry L. Fundamentalism. Lectures for Religion 166: Religious Life in the United States. Wake Forest University. Архів оригіналу за 6 жовтня 2009. Процитовано 27 липня 2008.
2. 1 2 3 4  Noll, Mark A. (1992). A History of Christianity in the United States and Canada. Grand Rapids, Mich: W.B. Eerdmans. ISBN 0-8028-0651-1. OCLC 25203267 45748646 49546624 59988987 60882886 61482661. {{cite book}}: Перевірте значення |oclc= (довідка).
3. ↑  Походження «п'яти основ», задокументоване на пресвітеріанській конференції 1910 року. Архів оригіналу за 18 лютого 2006. Процитовано 3 лютого 2011.
4. ↑  Carpenter, Revive us Again (1997) p 200
5. ↑  John Esposito, «The Islamic Threat: Myth or Reality?» (3rd edition: 1999) ISBN 0-19-513076-6